# جورج آلمونز
جورج آلمونز (انگلیسی: George Almones; ۲۱ سپتامبر ۱۹۶۲ – ۲۰ دسامبر ۲۰۱۲) بازیکن بسکتبال اهل ایالات متحده آمریکا بود.